# Leif Skiöld
Leif Skiöld (Nynäshamn, 28 de julio de 1935 - ibídem, 27 de octubre de 2014) fue un futbolista sueco que jugaba en la demarcación de delantero.

## Biografía
Debutó como futbolista con el Nynäshamns IF, donde se formó desde pequeño. En 1954 fue el AIK Estocolmo quien se hizo con sus servicios para los cinco años siguientes. En su primera temporada en el club quedó en tercera posición en liga, a un punto del segundo clasificado, el Halmstads BK. En 1959, y tras quedar el equipo a las puertas de bajar de categoría, se fue traspasado al Djurgårdens IF. Jugó cinco temporadas en el equipo, llegando a ser el máximo goleador de la Allsvenskan en 1962 con 21 tantos, y ganando el título de liga dos años después. En 1965 dejó el equipo para marcharse al IFK Luleå. También jugó en el Sorunda IF y un par de etapas más en el equipo que le vio debutar.
Falleció el 27 de octubre de 2014 a los 79 años de edad.

## Selección nacional
Jugó un total de cuatro partidos para la selección de fútbol de Suecia. Debutó en el Campeonato de fútbol nórdico de 1962 contra Noruega.

## Clubes
| Club           | País   | Año         | Partidos | Goles |
| -------------- | ------ | ----------- | -------- | ----- |
| Nynäshamns IF  | Suecia | 1947 - 1954 |          |       |
| AIK Estocolmo  | Suecia | 1954 - 1959 | 89       | 48    |
| Djurgårdens IF | Suecia | 1960 - 1965 | 75       | 60    |
| IFK Luleå      | Suecia | 1965 - 1966 |          |       |
| Nynäshamns IF  | Suecia | 1967 - 1969 |          |       |
| Sorunda IF     | Suecia | 1969        |          |       |
| Nynäshamns IF  | Suecia | 1969        |          |       |

## Palmarés

### Campeonatos nacionales
| Título      | Club           | País   | Año  |
| ----------- | -------------- | ------ | ---- |
| Allsvenskan | Djurgårdens IF | Suecia | 1964 |

### Distinciones individuales
| Título                            | Club           | País   | Año  |
| --------------------------------- | -------------- | ------ | ---- |
| Máximo goleador de la Allsvenskan | Djurgårdens IF | Suecia | 1962 |